# Völkisch
Německý výraz „völkisch“ má v českém jazyce mnoho významů a často se nepřesně překládá jako „národovecký“ nebo „lidově národní“. S tímto výrazem a jeho významovou problematikou se snaží popasovat i němečtí literáti a jazykovědci. V každém případě germanista Hermann von Pfister přišel v roce 1875 s nápadem použít místo výrazu „national“ puristický pojem „völkisch“ – „deutschvölkisch“. V rakouské monarchii se výraz „völkisch” používal v 80. letech 19. století už zcela běžně a na přelomu století zdomácněl i v Německém císařství. Pojem „völkisch“ v sobě může zastřešovat i několik ideologií najednou od pangermanismu počínaje nacismem konče.

## Slovníkový výklad
Německý konverzační slovník „Meyers großes Konversations-Lexikon” v roce 1909 přiřazuje přídavnému jménu význam „volklich“ – „lidový“. V sedmém vydání slovníku, vzhledem k tomu, že výraz se stal jazykovým nástrojem všeněmeckého svazu Alldeutscher Verband, pojmu přisuzuje i politické, národnostní a rasové vymezování. Brockhausova encyklopedie z roku 1974 čtenáře konfrontuje s výkladem „odhodlaný antisemitský nacionalismus”. Vývoj lingvistického přístupu reflektují současné slovníky. Pracují s výrazem „lidový“, „nacionální“ a v třetí významové rovině i s vysvětlením „antisemitský nacionalismus“.

## Hnutí
Adjektivum se objevovalo hlavně v 19. a 20. století ve spojení s pojmem hnutí (Bewegung), kdy „völkische Bewegung” bylo vnímáno jako hnutí k rozvoji německého národa. Od 80. let 19. století se stali v Rakousko-Uhersku jeho nositeli představitelé všeněmecké myšlenky s postupně přibývajícími völkisch zaměřenými organizacemi. Německé spolky převzaly všeněmeckou orientaci až od devadesátých let 19. století. Nositelé hnutí sdružení ve spolcích, politických stranách atd. se stavěli do opozice proti se rozvíjející industrializaci, odmítali velkokapitál a banky, neslučovali se s internacionalismem, liberalismem, sociální demokracií či s odbory. Představitele hnutí spojovala společná německá kultura, germánský původ, poslání německého národa, idea prodchnutá antisemitismem, antislavismem a antiromanismem.

## Vyhrocení
V českých zemích se staly nejvýznamnějšími propagátory a uživateli výrazu „völkisch“ německé „obranné” spolky. I když výraz ve své mnohovýznamové rovině se stal lingvistickým nástrojem i jiných německých spolků. V Československu, které samo vzniklo na principu českého nacionalismu, sílilo v meziválečném období národnostní spolčování hlavně v oblasti jazykové, kulturní, umělecké, ale i ve vědních oborech. Německá nacionálně socialistická dělnické strana (DNSAP) se nakonec stala ochranitelkou všeho německého, německé rasy a podle vzoru NSDAP i nositelkou ostrého a vyhroceného antisemitismu. V posledních meziválečných letech vnímala především mladá spolková klientela, která v tomto období vyrůstala, výraz „völkisch“ jako ekvivalent národního socialismu. Národní socialistická (NS) ideologie výrazem „völkisch“ parafrázovala vše, co bylo extrémně nacionální, rasové, antisemitské, německy výlučné. Být „völkisch“ znamenalo v konečném důsledku „mít německou krev a právo na půdu a životní prostor“ (Völkischer Nationalismus).

## Představitelé a propagátoři
- Paul de Lagarde
- Houston Stewart Chamberlain
- Erich Ludendorff